# Josep Sarobé Castelló
Josep Sarobé Castelló (~1914 - 1960), fou un pintor d'estil noucentista, tot i que va desenvolupar la seva activitat es va veure estroncada per la guerra civil espanyola i va treballar principalment a partir dels anys 1940.

## Formació
Josep Sarobé va ser alumne del Taller-Escola d'Art que l'any 1934 la Generalitat republicana i l'Ajuntament de Tarragona havien creat en aquella ciutat. Va estudiar amb el pintor Ignasi Mallol Casanovas, el pintor i gravador Enric C. Ricart i els escultors Joan Rebull i Salvador Martorell, iniciadors de la institució. A la mateixa escola va aprendre coneixements teòrics d'art de Rafael Benet i de Josep Maria Capdevila, i de cultura musical de Xavier Gols.
Sarobé destacà dins l'alumnat del Taller-Escola, al costat dels pintors Antoni Gonzalo Lindín, Enric Pinet, Sadurní Garcianguera, i dels escultors Josep Busquets i Maria Teresa Ripoll.

## Trajectòria artística
Mallol i Rebull s'havien format, en temps de la Mancomunitat, a la gran escola de Bells Oficis de Francesc d'Assís Galí i Fabra. Junt amb Xavier Nogués, Jaume Mercadé, Aragall i Obiols. Seguien la tendència del mediterranisme.
A mitjans dels anys vint l'època daurada de l'estil noucentista havia acabat; aviat es va presentar l'imperatiu oficiós de “retornar a l'ordre”. Aquesta va ser la pedagogia que Mallol i Rebull van aplicar a l'escola de Tarragona. Malauradament, durant pocs cursos; fins que les morts, exilis, destruccions de béns, morals i materials, de la guerra civil, van enfonsar la cultura catalana.
A final dels anys quaranta, es va començar a recuperar l'art català dins del país peninsular. Els prohoms de prou autoritat, ben situats, van tornar a allargassar la projecció de l'estil noucentista (avui, una relíquia), amb el pretext que serviria de pont per transmetre el llegat identitari nacional; mentrestant, Miró, Gargallo, Gonzàlez… difonien l'avantguarda catalana a París; hi alimentaven les fonts que encara van tardar a rajar a dojo a l'interior, i que encara ragen.
En aquest context, a Josep Sarobé la va tocar fer de pintor de murals durant la postguerra; va ser fidel a l'estil noucentista i va rivalitzar amb altres pintors d'escola castellana. Va pintar pensant en l'Obiols, i en el Mediterrani que Tarragona té tan a prop; convençut que recobrava l'art autòcton i la consciència de país, i sentint la tradició nacional.
No va tenir gaires encàrrecs per decorar murs importants perquè els temps eren pobres.
Va treballar, i molt, en locals, instal·lacions no fastuoses i en habitatges de la burgesia benestant i mitjana. La seva obra avui es veu sensible, intel·ligent i molt considerable
Algunes de les seves obres són:
- 1949. Presbiteri de la parròquia de Sant Francesc d'Assís (Tarragona). Mural de la coronació de la Mare de Déu. Va imprimir una forma esfilagarsada, de llargues pinzellades i d'una efectista gradació tonal.
- 1941. Decoració d'una fornícula dedicada a Santa Tecla, en el carrer del mateix nom entre el carrer de Sant Llorenç i el de les Coques. L'obra original de final del segle xvi, havia estat destruïda l'any 1936.
- 1950. Els murals de l'altar major de l'església d'Oliana.[1]